# Bushveld
Bushveld (česky Křovinatý Veld) je přírodní oblast v jižní Africe. Leží na severovýchodě Jihoafrické republiky, v provinciích Limpopo a Severozápadní provincii, dále ve východní části Botswany a v provinciích Severní a Jižní Matabelsko v Zimbabwe. Oblast je bohatá na naleziště vzácných minerálů jako jsou andalusit, chrom, kazivec, vanad a především veliké zásoby platiny.

## Geografie a podnebí

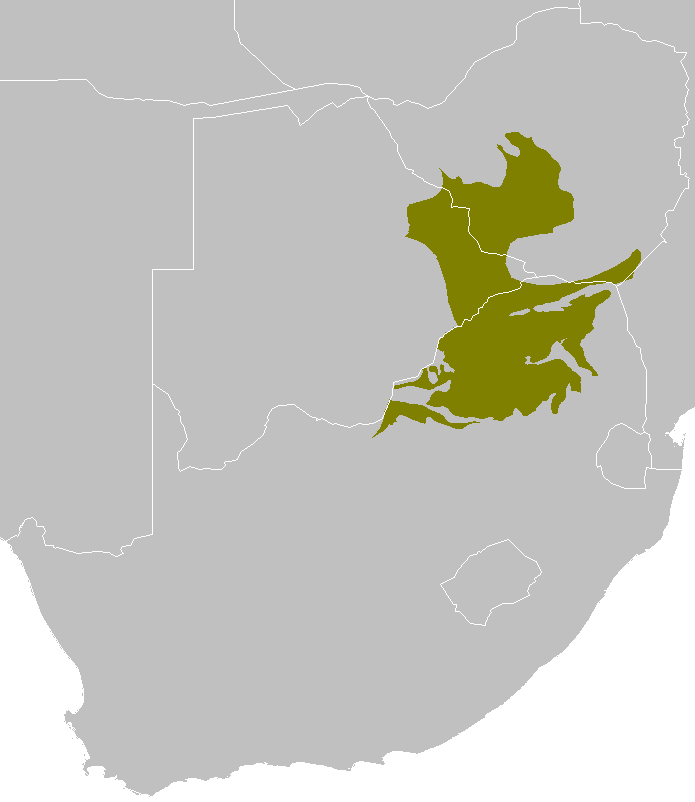
Bushveld

Region má subtropické podnebí. Průměrná nadmořská výška je 1 000 m, pohybuje se od 750 do 1 400 m. Bushveld tvoří jak rovinaté plochy, tak hornatý terén. Do oblasti zasahují tři pohoří. Severovýchodní část Dračích hor, pohoří Waterberg a pohoří Soutpansberg. Průměrné roční srážky jsou nízké, pohybují se od 350 do 700 mm.

## Flora a fauna
Vegetační kryt krajiny tvoří suché traviny a keře, místy nižší stromy. Dominantní dřevinou v bezmrazých oblastech je mopan (Colophospermum mopane). Směrem na sever se porost mění na stromovou savanu s travinami jako Hyparrhenia filipendula a stromy jako Terminalia sericea z čeledi Combretaceae a bobovitá Burkea africana. Na jihozápadě převládají trnité křoviny s mnoha druhy akácií, jako je Acacia tortilis, A. nigrescens či A. karoo. Pro oblast waterberských hor jsou charakteristickými rostlinami proteovitá Faurea saligna a bobovité Acacia caffra a Peltophorum africanum. V sušších oblastech se chová dobytek, ve vlhčích se pěstuje tabák, bavlník, kukuřice a citrusy. Z fauny zde žijí například nosorožec tuponosý, nosorožec dvourohý, žirafy, pakoně žíhaní nebo několik druhů antilop (impala, kudu a další).